# Michael Gruber (Politiker, 1976)

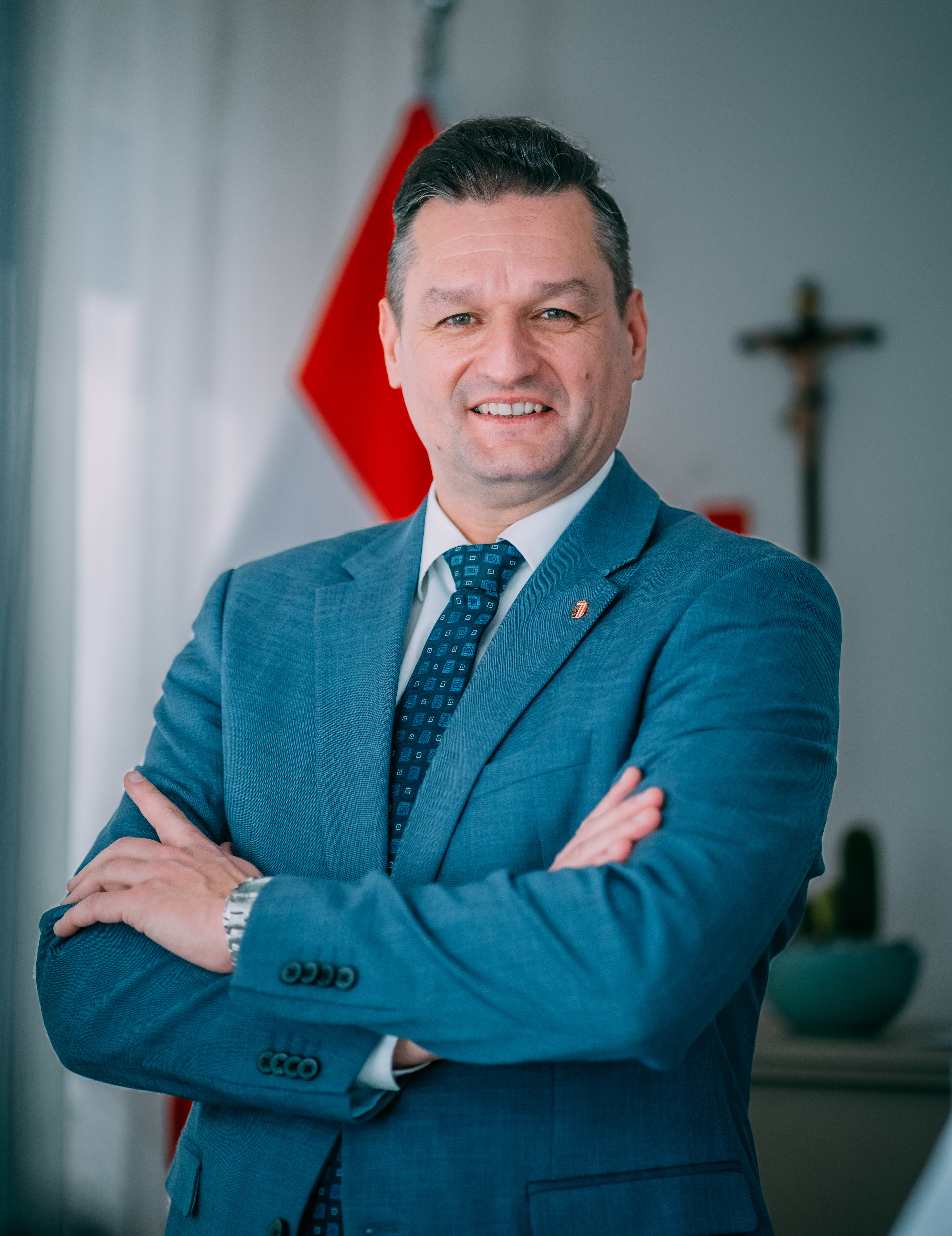
Porträt von Michael Gruber, März 2024

Michael Gruber (* 21. März 1976 in Linz) ist ein österreichischer Politiker (FPÖ) und seit 2015 Abgeordneter zum Oberösterreichischen Landtag.

## Leben
Michael Gruber besuchte von 1986 bis 1990 eine Hauptschule. Er absolvierte von 1990 bis 1993 eine Höhere Bundeslehranstalt für Landwirtschaft und von 1993 bis 1996 eine LBFS. 1996 wurde er Berufssoldat beim österreichischen Bundesheer und im Oktober 2015 Abgeordneter im Oberösterreichischen Landtag.
Er ist verheiratet und hat einen Sohn (* 2005).

## Politischer Werdegang
Gruber wurde 2012 Ortsparteiobmann-Stellvertreter in Pettenbach (Oberösterreich, Bezirk Kirchdorf) und ist seit 2015 Gemeindevorstand in Pettenbach, seit 2019 Vizebürgermeister. 2016 wurde er Bezirksparteiobmann in Kirchdorf an der Krems (Oberösterreich), 2020: Landesobmann der AFH Oberösterreich.
Er ist Mitglied im Sozialhilfeverband Kirchdorf an der Krems (Oberösterreich), Mitglied im Bezirksabfallverband Kirchdorf, Mitglied im Regionalforum Steyr-Kirchdorf und Mitglied im Sicherheitsausschuss und Sozialausschuss.

## Positionen
Im Vorfeld der Nationalratswahl veröffentlichte Gruber Mitte September 2024 ein homophobes und queerfeindliches Werbevideo auf Meta-Plattformen, das ihn vor einem einschlägigen Graffito beim Einwerfen der Darstellung einer Regenbogenflagge in den Mülleimer einer Bushaltestelle zeigte. Er äußerte sich gegen „Regenbogen dort, Regenbogen da“ und „Frühsexualisierung unserer Kinder“, dies sei „alles für den Mistkübel“. Die FPÖ wolle „ein Manderl, ein Weiberl – und dann gibt's Kinder“. Ziel sei es, die „Normalität für unsere zukünftige Gesellschaft herbeizuführen“. Im Juni 2025 erklärte Gruber, er könne sich ein Verbot von Regenbogenparaden in Österreich nach ungarischem Vorbild vorstellen, es handle sich dabei um einen „Ausnahmezustand“, den er nirgends haben wolle. Im Juli 2025 unterlag Gruber in einem Gerichtsverfahren, das das Dokumentationsarchiv des österreichischen Widerstandes beim Handelsgericht Wien gegen ihn angestrengt hatte. Das DÖW hatte Gruber verklagt, weil er in Presseaussendungen im Jahr 2023 im Zusammenhang mit der Erstellung des Rechtsextremismusberichts behauptet hatte, dass das DÖW mit „wissenschaftlicher Arbeit nichts zu tun habe“, nicht neutral wissenschaftlich arbeite und einschlägig politisch agitiere. Gruber ist es laut dem (nicht rechtskräftigen) Urteil untersagt, diese als unwahr beurteilten Behauptungen zu tätigen.